# Gabriela Palacio
Gabriela Palacio (28 de marzo de 1989 en Aguascalientes, Aguascalientes) es una modelo, conductora de televisión y actriz de teatro mexicana conocida por haber ganado los títulos Reina de la Feria Nacional de San Marcos 2009, Nuestra Belleza Aguascalientes 2010 (a nivel nacional como segunda representante del Estado), Nuestra Belleza México Internacional 2010 y Nuestra Belleza Mundo 2011 sustituyendo a Cynthia De la Vega.

## Biografía
Gabriela Palacio Díaz De León nació y se crio en la ciudad de Aguascalientes, la capital de Aguascalientes, México. La mayor de tres hermanos, sus padres son el ingeniero Jesús Palacio y Gabriela Díaz De León, sus hermanos Jesús y Rodrigo. Comenzó a modelar en la adolescencia. Sus estudios fueron en el renombrado Centro Escolar Triana hasta el término de la preparatoria, posteriormente estudió mercadotecnia en el ITESM campus Aguascalientes, antes de tomar parte en el certamen nacional. En el 2011 se unió a la compañía de teatro musical Thomas Jefferson Musical Theater Company Fundation.
El 18 de septiembre de 2013 se compromete con Carlos Gutiérrez.

## Carrera de Modelo

### Se Busca Reina
La joven es ganadora del certamen de belleza Se busca reina en su 2.ª edición del año 2009, siendo la reina número 89 de la Feria Nacional de San Marcos. La noche del 18 de abril de 2009 es coronada como Reina de la Feria de San Marcos 2009 por su antecesora Kimberly Herrera García, y el 17 de abril de 2011 Gabriela coronó a su sucesora Karina González

### Nuestra Belleza México 2010
La noche del 25 de septiembre de 2010 se llevó a cabo la final del certamen de belleza nacional en el Parque de las Maravillas en la ciudad de Saltillo, Coahuila, donde Karin Ontiveros fue coronada como Nuestra Belleza México 2010 por Ximena Navarrete, su antecesora. Quedando Gabriela Palacio en segundo lugar y Nuestra Belleza México Internacional 2010, siendo la primera hidrocálida en ganar un título para representar a México en el extranjero.

### Miss Internacional 2010
Gabriela Palacio viajó a China para representar a México en el certamen Miss Internacional que se llevó a cabo el 7 de noviembre en Chengdu, China donde la aquicalidense ganó el título de Miss Photogenic y la venezolana "Elizabeth Mosquera" ganó el concurso ese año.

### Miss Mundo 2011
Tras la destitución de ""Cynthia De la Vega"" como Nuestra Belleza Mundo 2010, Lupita Jones colocó en su lugar a Gabriela Palacio poniendo toda su confianza en la exreina de la Feria Nacional de San Marcos 2009 para el concurso del 2011.
El 6 de noviembre, el concurso se realiza en la ciudad de Londres, Inglaterra, donde la venezolana Ivian Sarcos ganó el Título de Miss Mundo.

## Carrera
Presentó la XIV Muestra de Comunicación y Publicidad de la Universidad Cuauhtémoc campus Aguascalientes al lado del reconocido conductor de televisión Alberto Gómez, ha modelado para la revista TVyNovelas.
Participó en dos obras musicales, como protagonista en Sonríe ya llegamos con el Grupo Representativo de Teatro del Tec de Monterrey, y Jesucristo Super Estrella con la Compañía de Teatro U-topia. Formó parte del equipo de Televisa Aguascalientes como conductora y reportera en el programa de televisión Hoy en la Feria grabando cápsulas con temas de interés familiar y cultural resaltando las tradiciones de la verbena abrileña Feria Nacional de San Marcos.
En el año 2012 dio clases de pasarela en la Academia Paula.MX y toma la coordinación de Nuestra Belleza Aguascalientes, el cual tuvo que abandonar después del certamen nacional por problemas personales. En el año 2013 fue invitada como jurado para Nuestra Belleza Aguascalientes 2013 representándose como Miss Mundo México 2011, al lado de Nuestra Belleza Aguascalientes 2006 y otras personalidades locales.
Se desarrolla en la danza, el canto, enfocándose completamente al teatro.

## Filmografía
| Teatro | Teatro                     | Teatro    |
| Año    | Obra                       | Personaje |
| ------ | -------------------------- | --------- |
| 2010   | Anjou, un cuento de horror | ?         |
| 2010   | Sonríe ya llegamos         |           |
| 2011   | Jesucristo Superestrella   | ?         |

{| border="2" cellpadding="3" cellspacing="0" style="margin: 1em 1em 1em 0; background: #f9f9f9; border: 1px #aaa solid; border-collapse: collapse; font-size: 90%;"
|- bgcolor="#CCCCCC" align="center"
! colspan="3" style="background: LightSteelBlue;" | Programas de TV
|- bgcolor="#CCCCCC" align="center"
! Año
! Programa
|-
|2009
|Se Busca Reina
|-
|2010
|Nuestra Belleza México 2010
|-
|2010
|Miss Internacional 2010 
|-
|2011
|Miss Mundo 2011
|-
|2011
|Nuestra Belleza México 2011
|-
|2012
|Hoy en la Feria
|-
|2012
|Nuestra Belleza Aguascalientes 2012
|-
|2013
|Nuestra Belleza Aguascalientes 2013
|}